# Teorema de Montel
En análisis complejo, un área de las matemáticas, teorema de Montel refiere a uno de dos teoremas sobre familias de funciones holomorfas. Estos reciben su nombre en honor a Paul Montel, y dan condiciones bajo las cuales una familia de funciones holomorfas es normal.
Este resultado también ha  sido llamado teorema de Stieltjes–Osgood, en honor a Thomas Joannes Stieltjes y William Fogg Osgood.

## Las familias uniformemente acotadas son normales
La primera, y más sencilla, versión del teorema declara que una familia uniformemente acotada de funciones holomorfas definiedas en un subconjunto abierto de los números complejos es normal.
El siguiente corolario puede ser deducido a partir de este teorema, y resulta ser más fuerte que él. Supongamos que {\displaystyle {\mathcal {F}}} es una familia de funciones meromorfas definidas sobre un conjunto abierto {\displaystyle D}. Si {\displaystyle z_{0}\in D} es tal que {\displaystyle {\mathcal {F}}} no es normal en {\displaystyle z_{0}}, y {\displaystyle U\subseteq D} es un entorno de {\displaystyle z_{0}}, entonces {\displaystyle \bigcup _{f\in {\mathcal {F}}}f(U)} es denso en el plano complejo.

## Funciones que omiten dos valores
La versión más fuerte del Teorema de Montel (ocasionalmente llamada Prueba Fundamental de Normalidad) declara que una familia de funciones holomorfas, todas las cuales omiten los mismos dos valores {\displaystyle a,b\in \mathbb {C} }, es normal.

## Afirmación recíproca
Las condiciones del anterior teorema son suficientes, pero no necesarias para que una familia de funciones sea normal. De hecho, la familia {\displaystyle \{z\mapsto z\}} es normal, pero no omite ningún valor complejo.

## Pruebas
La primera versión del teorema de Montel es una consecuencia directa del Teorema de Marty (el cual declara que una familia es normal si y sólo si la familia de derivadas esféricas de sus elementos es localmente acotada) y la fórmula integral de Cauchy.

El corolario antes enunciado puede ser deducido como sigue. Supongamos que todas las funciones en {\displaystyle {\mathcal {F}}} omiten el mismo entorno del punto {\displaystyle z_{1}}. Postcomponiendo con la aplicación {\displaystyle z\mapsto {\frac {1}{z-z_{1}}}} obtenemos una familia uniformemente acotada, que resulta ser normal por la primera versión del teorema.
La segunda versión del teorema de Montel puede ser deducida del primer utilizando el hecho de que existe una cobertura universal holomorfa del disco unidad al plano dos veces pinchado {\displaystyle \mathbb {C} \setminus \{a,b\}} (tal cobertura está dada por la función modular elliptica).
Esta versión del teorema de Montel también puede derivarse del teorema de Picard, utilizando el lema de Zalcman.

## Su relación con teoremas para funciones enteras
Un principio heurístico conocido como el Principio de Bloch (hecho preciso por el lema de Zalcman) establece que aquellas propiedades que implican que una función entera sea constante se corresponden con las propiedades que aseguran que una familia de funciones holomorfas sea normal. 
Por ejemplo, la primera versión del teorema de Montel antes mencionada es el análogo del teorema de Liouville, mientras que la segunda versión se corresponde con el teorema de Picard.